# Solok (regentschap)
Solok is een regentschap (kabupaten) in de provincie West-Sumatra, Indonesië. Het regentschap heeft een oppervlakte van 3738 km² en heeft 327.398 inwoners. De hoofdstad van het regentschap is Kayu Aro. Er is ook een regentschap Solok Selatan, dat is afgesplitst van Solok.
Solok grenst in het noorden aan het regentschap Tanah Datar, in het oosten aan de stad Sawahlunto en het regentschap Sijunjung, in het zuiden aan het regentschap Solok Selatan en in het westen aan het regentschap Zuid-Pesisir, de stad Padang en het regentschap Padang Pariaman.
In het regentschap liggen vijf meren, te weten Danau Singkarak (1129 hectare), Danau Diatas (17 ha) en Danau Dibawah (16 ha), het Bovenmeer en het Benedenmeer, ook wel de tweelingmeren genoemd, Danau Talang (1,9 ha) en Danau Tuo (1,5 ha).
Solok is onderverdeeld in twaalf onderdistricten (kecamatan):
- Junjung Sirih
- X Koto Singkarak
- X Koto Di Atas
- IX Koto Sei Lasih
- Kubung
- Gunung Talang
- Payung Sekaki
- Bukit Sundi
- Tigo Lurah
- Lembang Jaya
- Danau Kembar
- Hiliran Gumanti
- Lembah Gumanti
- Pantai Cermin